# Kunal Patel San Francisco Open
Il Kunal Patel San Francisco Open è stato un torneo professionistico di tennis giocato sui campi indoor in cemento del Bay Club SF Tennis di San Francisco, negli Stati Uniti. Faceva parte dell'ATP Challenger Tour e si giocava annualmente dal 2017.

## Storia
L'evento fu inaugurato nel 2016 per ospitare un torneo dell'USTA, la Federazione tennistica statunitense, e venne intitolato a Kunal Patel, figlio di uno dei fondatori e grande appassionato di tennis deceduto nel 2014. Nel 2017 si svolse la prima edizione del torneo Challenger.
Il Challenger Kunal Patel Open è diventato il più importante torneo di tennis giocato in città dal 1973, anno in cui si tenne l'ultima edizione di San Francisco dei Pacific Coast Championships, torneo del circuito maggiore che l'anno successivo fu spostato a San Jose e prese in seguito il nome SAP Open.

## Albo d'oro

### Singolare maschile
| Anno | Campione   | Finalista      | Punteggio        |
| ---- | ---------- | -------------- | ---------------- |
| 2018 | Jason Jung | Dominik Köpfer | 6–4, 2–6, 7–6(5) |
| 2017 | Zhang Ze   | Vasek Pospisil | 7–5, 3–6, 6–2    |

### Doppio maschile
| Anno | Campioni                       | Finalisti                    | Punteggio           |
| ---- | ------------------------------ | ---------------------------- | ------------------- |
| 2018 | Marcelo Arévalo Roberto Maytín | Luke Bambridge Joe Salisbury | 6–3, 6(5)–7, [10–7] |
| 2017 | Matt Reid John-Patrick Smith   | Gong Maoxin Zhang Ze         | 6(4)–7, 7–5, [10–7] |